# Karl Bömelburg
Karl Bömelburg (* 28. Oktober 1885 in Elberfeld; † 26. Dezember 1947 in Bad Tölz) war ein SS-Sturmbannführer und einer der Gestapochefs in Frankreich während des Zweiten Weltkrieges. Er wurde 1950 wegen seiner Kriegsverbrechen in Abwesenheit zum Tode verurteilt.

## Biografie
Bömelburg hielt sich in seiner Jugend fünf Jahre in Paris auf, wodurch er die französische Sprache hervorragend beherrschte. Nach seiner Rückkehr arbeitete er in der Bäckerei seiner Eltern. Zum 1. Dezember 1931 trat er der NSDAP bei (Mitgliedsnummer 892.239) und wurde Mitglied in der SA sowie später in der SS (SS-Nummer 35.898). 1933 wurde er Kommissar bei der Kriminalpolizei in der entstehenden Gestapo in Berlin.
1938 wechselte er zum Stab der deutschen Botschaft in Paris. Im November 1938 war er an den Untersuchungen zum Mord am Legationssekretär bei der deutschen Botschaft in Paris Ernst vom Rath beteiligt. Er baute danach eine Art inoffizielles Gestapo-Büro in Paris auf und knüpfte Verbindungen nach Lyon und Saint-Étienne.
Im Januar 1939 kam es hinsichtlich der Organisation extrem rechter Gruppen in Frankreich zu Kontakten mit Antoine Mondanel, dem Generalinspekteur der politischen Polizei in Paris. 1939 wechselte Bömelburg nach Prag zur dortigen Gestapo.
Im Zweiten Weltkrieg kehrte er 1940 während des Frankreichfeldzuges als Berater zurück nach Paris in das Kommando des SD unter SS-Standartenführer Helmut Knochen. Im August 1940 stieg er zum Oberstleutnant der Polizei in der SS auf. Er wurde Leiter der Gestapo in Paris mit Sitz in der Rue des Saussaies Nr. 11, dann in der Avenue Foch Nr. 84 und schließlich in einem Gasthaus – später als gefürchtete Villa Bömelburg benannt – in der Avenue Victor Hugo. Hier war er von 1940 bis 1943 für viele Terrormaßnahmen und Repressionen verantwortlich.
Im November 1943 wurde er von SS-Sturmbannführer Stindt abgelöst. Er wechselte 1943/44 zum Sitz der französischen Regierung nach Vichy und vertrat dort den Höheren SS- und Polizeiführer SS-Obergruppenführer Carl Oberg. Im Juni 1944 ersetzte er den getöteten SS-Hauptsturmführer Hugo Geissler als Leiter der Gestapo in Südfrankreich. Am 28. August 1944 begleitete er den französischen Staatschef Marschall Philippe Pétain und seine 2000 Begleiter bei ihrer Flucht nach Sigmaringen. Im April 1945 bereitete er Pétains Wechsel in das Exil in der Schweiz vor.
Im Mai 1945 tauchte Bömelburg unter. Er soll dabei die Identität eines gefallenen Feldwebels Bergmann angenommen haben und weiterhin noch bei München erkannt worden sein. Sein Sohn Ralf soll seinen Namen auf einem Familiengrabstein eingetragen haben.
Bömelburg wurde am 2. März 1950 in Abwesenheit von einem Militärgericht in Lyon für seine Handlungen in Frankreich zum Tode verurteilt. Auch in der Tschechoslowakei befand ihn ein Gericht wegen seiner Kriegsverbrechen für schuldig.
Karl Bömelburg erscheint öfter in den Memoiren des katholischen Priesters Raymond Arnette. (1996 in Französisch unter dem Titel: "De la Gestapo a l'O.A.S. L'itinéraire atypique d'un homme de Dieu"; deutsche Ausgabe 1997, unter dem Titel "Als Spion bei der Gestapo – Der ungewöhnliche Werdegang eines Pfarrers", Theresia Verlag CH-6424 Lauerz)